# Etheostoma tuscumbia
Etheostoma tuscumbia är en fiskart som beskrevs av Gilbert och Swain, 1887. Etheostoma tuscumbia ingår i släktet Etheostoma och familjen abborrfiskar. IUCN kategoriserar arten globalt som sårbar. Inga underarter finns listade i Catalogue of Life.